# Fervet opus

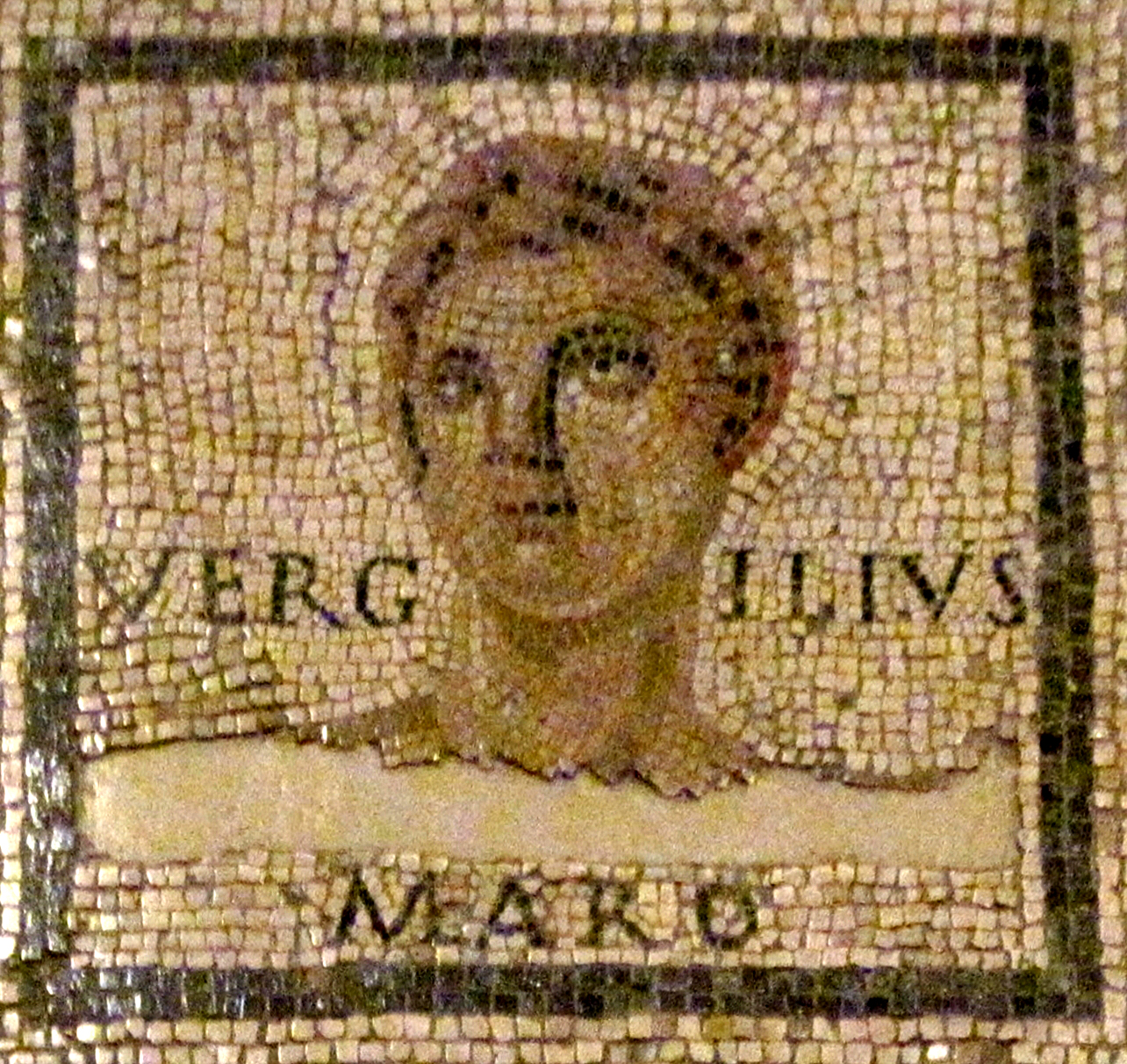
Rappresentazione di Virgilio (Monnus-Mosaic, Rheinisches Landesmuseum Treviri)

La locuzione latina Fervet opus, tradotta letteralmente, significa ferve il lavoro. (Virgilio, Georgiche, IV, 169).
Virgilio adopera la frase per illustrare la laboriosità delle api che dovrebbe essere d'esempio anche per gli uomini.